# Manuel Azpilicueta Ferrer
Manuel Azpilicueta Ferrer (Sant Sebastià, 2 de gener de 1940) és un economista i empresari basc, antic president del Círculo de Empresarios.
Llicenciat en Ciències Econòmiques per la Universitat Complutense de Madrid amb premi extraordinari de final de carrera, el 1964 ingressà en el Cos de Tècnics Comercials i Economistes de l'Estat, on va tenir contacte amb el sector de tecnòcrates de finals del franquisme i fou nomenat Cap Adjunt d'Estudis de la Comissaria del Pla de Desenvolupament i posteriorment Secretari General Tècnic del Ministeri d'Indústria. Va estar molts anys vinculat a l'Institut Nacional d'Indústria del que en fou subsecretari de planificació, director financer i vicepresident entre 1976 i 1979. Ha estat president de Repsol Butano El 1980 fou nomenat president de Bankunión
Ha ocupat càrrecs importants a empreses: delegat a Espanya de la consultora Russell Reynolds, President de Bodegas Marqués del Puerto i de Bodegas AGE, President d'Europistas, d'AUSOL i d'Autopista Madrid Levante, conseller de Banco Exterior de España, SEAT, Aluminio Español, Grup Ferrovial, Grupo SOS i Indra. De 2000 a 2004 també fou president del Círculo de Empresarios. Des del 2007 és director de Solaria Energía y Medio Ambiente SA. El 1980 també fou tresorer de la Federació Espanyola de Golf.

## Guardons
- 1972 - Gran Creu de l'Orde del Mèrit Civil[5]